# Gallococeado
Gallococeado (nombrado también como Gallo Gociado, Gallo Coceado, Gallicoceado, Gallocociado o Gallo Coçeado) es un despoblado español situado en el término municipal de Segovia, en la provincia homónima, comunidad autónoma de Castilla y León. En el lugar donde se ubicó no quedan vestigios materiales apreciables.

## Ubicación

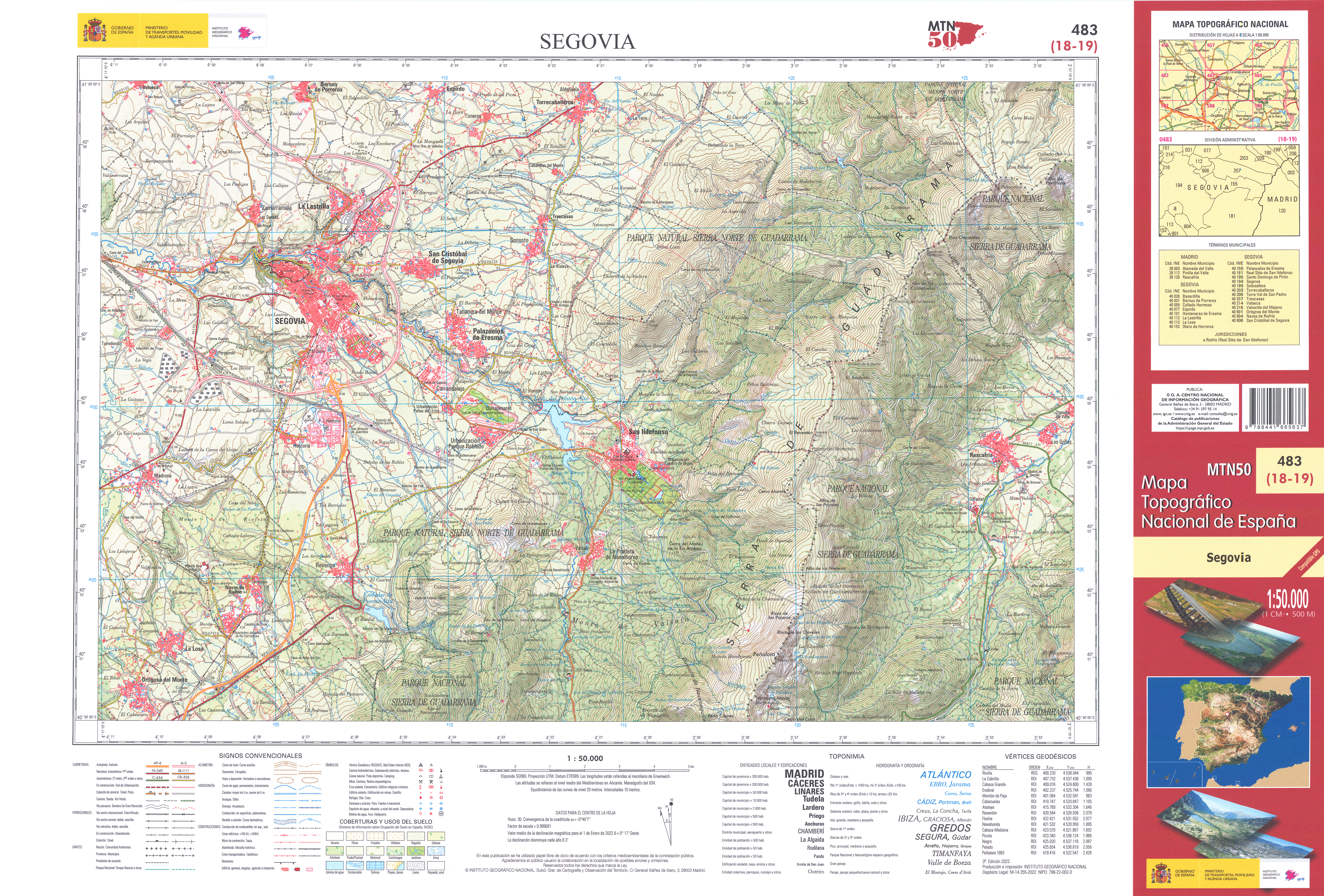
Fragmento de la hoja 483 del Mapa Topográfico Nacional de España de 2022 en el que se representa la zona donde se ubicó Gallococeado

Se situaba en el erial tras el Restaurante Zibá (antiguo Restaurante Lago), donde están previstos los desarrollos urbanísticos A y B, entre los barrios de La Albuera, Nueva Segovia y la carretera SG-V-6122 que parte hacia la SG-P-6121 cruzando Palazuelos de Eresma.

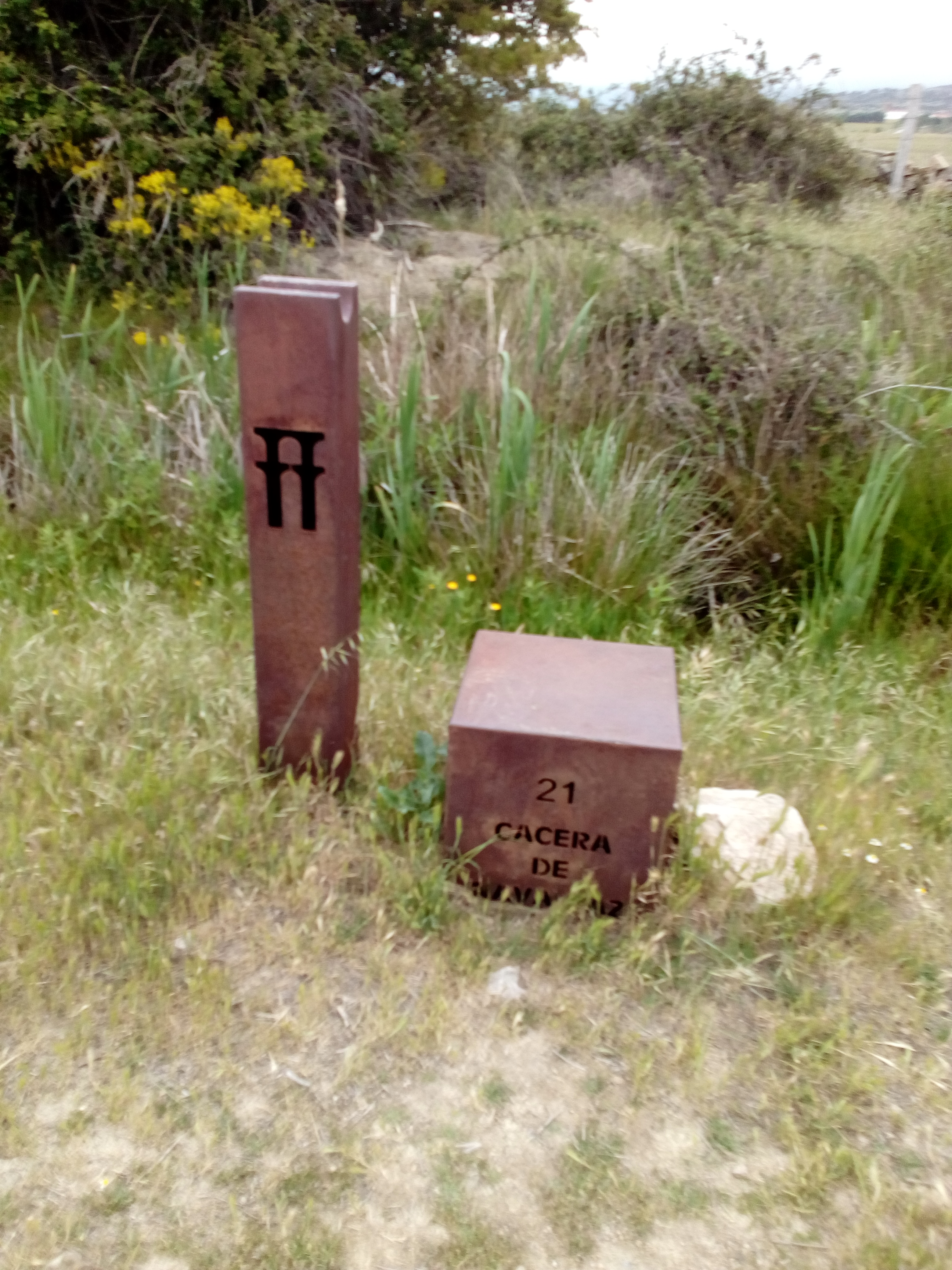
Azud de la Cacera de Navalcaz junto al Cordel de Santillana, antes de llegar al término de Gallococeado

## Historia
De fundación medieval e integrada en el Sexmo de Segovia de las Comunidad de Ciudad y Tierra de Segovia, era uno de los beneficiarios de la cacera de Navalcaz poco antes de su conversión en el río Clamores.
Perteneciendo a la ciudad de Segovia, llegó a contar en torno a 1517 con 9 vecinos (9 hogares). En 1623 todavía seguía poblado, mencionado en una Provisión Real dando a favor de Francisco de Contreras su agua y pasto por 2 reales.
Cuando desapareció en el siglo XVII, su término quedó en manos de los Labradores del Mercado.400 años después de su desaparición, se ha decidido colocar placas conmemorativas en el paraje que mantiene  su nombre.

## Fiestas
- Hacendera anual en la Cacera de Navalcaz.